# Pavla Hamáčková-Rybová
Pavla Hamáčková-Rybová (tjeckiskt uttal (fil)), född den 20 maj 1978, är en tjeckisk friidrottare som tävlar i stavhopp.
Hamáčková-Rybová tillhörde de tidiga pionjärerna inom det kvinnliga stavhoppet och hon var finalist vid inomhus-VM 1999 där hon slutade på en sjunde plats. Hon var även samma år med i den första VM-finalen i stavhopp för kvinnor vid VM i Sevilla och slutade då sexa efter ett hopp på 4,40.
Under 2000 vann hon guld vid inomhus-EM med ett hopp på 4,40. Däremot misslyckades hon att kvalificera sig till finalen vid Olympiska sommarspelen 2000.
Under 2001 vann hon guld vid VM inomhus i Lissabon efter att ha klarat 4,56. Vid VM-utomhus samma år i Edmonton blev hon bara åtta efter att ha klarat 4,45. Hon deltog vid Olympiska sommarspelen 2004 och slutade då elva efter att ha klarat 4,40.
Nästa stora merit kom vid VM i Helsingfors 2005 då hon blev bronsmedaljör efter att ha klarat 4,50. Efter framgången i Helsingfors har hon haft svårt att lyckas. Vid EM i Göteborg blev hon tia och vid VM i Osaka misslyckades hon att ta sig till final.

## Personligt rekord
- Stavhopp - 4,60 (4,64 inomhus)